# Руський театр
Руський театр — український професійний театр при товаристві «Просвіта» в Ужгороді. 

## Історія театру
Активна співпраця драматичного гуртка «Просвіта» і товариства «Кобзар» призвела до того, що серед діячів товариства «Кобзар» виникла думка про заснування сталого театру. З цим вони звернулися до голови «Просвіти» Юлія Бращайка. Чеський уряд також хотів бачити сталий театр і готовий був виділити кошти для театру. 
Театр був заснований 27 грудня 1920 року і отримав назву «Руський театр» товариства «Просвіти» в Ужгороді. 15 січня 1921 року відбулося урочистого відкриття театру. 2 лютого 1921 року було затверджено статут театру.
Театр дебютував народною драмою Михайла Старицького «Ой, не ходи, Грицю, та на вечорниці».

## Створення колективу
19 членів колишньої Української Республіканської Капели Олександра Кошиця, згуртованих у музично-драматичному товаристві «Кобзар», створили «Руський театр» (одним із співзасновників був Ярослав Сім'янович). Першим директором театру став Роман Кирчів, режисерами — Марія Дніпрова-Приємська і М. Біличенко.

## Керівництво та актори
У 1921 Руський театр перейшов під управу Миколи Садовського. Також у театрі 1921-22 років працювали: Микола Міленко, Олекса Приходько, Микола Кричевський, Остап Вахнянин, Ольга Дівнич, Валентина Іванова-Верес, Євгенія Черкасенко, Спиридон Черкасенко та інші — разом 32 особи.

Вже у першому сезоні Руський театр потрапив у фінансову кризу і вимагав державної допомоги. Держава, навпаки, припинила свої невеликі субвенції, які надала при заснуванні. На з'їзді освітян в Ужгороді 30 червня 1922 р. була ухвалена протестна резолюція: Цитата:

«Гуцули протестують проти цього, що держава відмовила субвенції театрові.»

Через брак фінансування «Руський театр» товариства «Просвіта» в Ужгороді припиняє свою діяльність  1 січня 1930 року.